# Ziad Shawwaf
Ziad Shawwaf (arabisch زياد محمد علي شواف, DMG Ziyād Muḥammad ʿAlī Šauwāf; * 1926; † 1990) war ein saudischer Diplomat.

## Studium
Er studierte an der American University of Beirut.
Er war der erste saudi-arabische Student, der die Harvard Graduate School of Arts and Sciences besuchte.

## Werdegang
1952 trat er in den auswärtigen Dienst und wurde nächst dem UNO-Hauptquartier beschäftigt.
1962 war er Gesandtschaftsrat in Riad und wurde als antibritisch eingestuft.
1972 war er Generalkonsul in New York City und Nachrück Ständiger Vertreter nächst dem UNO-Hauptquartier.
Von 1973 bis 1978 war er Botschafter in Stockholm.
Von 1973 (Jom-Kippur-Krieg) bis 1979 wurde das Regime in Riad durch Geschäftsträger in Den Haag vertreten.
Von 1979 bis 1984 war er Botschafter in Den Haag, wo er die Sendung des Doku-Dramas Death of a Princess, über Mishaal bint Fahd bin Mohammed Al Saud, im Fernsehen unterbinden konnte.
Von 1985 bis 1988 war er Botschafter in Ottawa.
1988 war er Doyen der arabischen Botschafter in Ottawa.